# Apetit
L'apetit (del llatí appetītus) és de manera genèrica l'impuls instintiu que porta a satisfer desitjos o necessitats.
Es parla més específicament de gana quan és el desig d'ingerir aliment, sentit com a fam. La gana existeix en totes les formes de vida superiors, i serveix per regular l'adequat ingrés d'energia per mantenir les necessitats metabòliques. És regulat per una estreta interacció entre l'aparell digestiu, el teixit adipós i el cervell. S'anomena gana excessiva a la bulímia. També es coneix com a polifàgia (o hiperfàgia) a l'augment desmesurat de la ingesta d'aliments.